# Nowaki (województwo mazowieckie)
Nowaki – wieś w Polsce położona w województwie mazowieckim, w powiecie siedleckim, w gminie Skórzec. Ma status sołectwa. Przez miejscowość przebiega droga gminna Czerniejew - Żelków-Kolonia.
W latach 1975–1998 miejscowość położona była w województwie siedleckim.
We wsi działa założona w 1956 roku jednostka Ochotniczej Straży Pożarnej. Posiada samochód FSC Żuk przekazany od jednostki z miejscowości Grala-Dąbrowizna.